# Уральско-юкагирские языки
Уральско-юкагирские языки — гипотеза, согласно которой две языковых семьи северной Евразии — уральская и юкагирская имеют генетическое родство между собой и объединяются в одну семью более высокого уровня. Уральские языки распространены на территории России, Венгрии, Финляндии, Эстонии. Юкагирские языки — небольшая семья в Северо-Восточной Сибири.
Положение юкагирских языков относительно уральских не до конца выяснено. Так, Е. А. Крейнович в разные периоды работы сближал юкагирский язык то с самодийскими языками, то с финно-угорскими. Наилучшее обоснование теория урало-юкагирского родства получила в работах И. А. Николаевой, в которых сравниваются друг с другом уральская реконструкция и реконструированное автором протоюкагирское состояние.
Сравнительное изучение юкагирской лексики, предпринятое Е. А. Крейновичем ещё в 1950-е годы, позволяет говорить о том, что лексика юкагирского языка обнаруживает такие параллели с тунгусо-маньчжурскими языками, которые нельзя считать заимствованиями из эвенского языка; некоторые юкагирско-тюркские и юкагирско-монгольские параллели не объясняются как поздние заимствования из якутского языка, в юкагирском языке выявляются также лексические параллели с другими языками алтайской семьи. Это может быть объяснено тем, что юкагирские языки могут быть переходной формой от уральских языков к алтайским, в рамках ностратической макросемьи.

## Критика
Большинство лингвистов согласны с тем, что уральские и юкагирские языки объединяет некоторое количество общей лексики, которое нельзя просто отбросить как случайное сходство. Однако, её рассматривают как результат не общего наследования, а контакта между носителями юкагирского и уральских языков, что привело к заимствованию лексики из уральских языков (особенно самодийского) в юкагирский. Карой Редеи (1999) собрал корпус заимствований из уральских языков в юкагирский. Хяккинен (2012) утверждает, что грамматические системы демонстрируют слишком мало убедительных сходств, особенно в морфологии, и предполагает, что уральско-юкагирские когнаты на самом деле являются заимствованиями из ранней стадии прауральского языка в раннюю стадию юкагирского языка в тот период, когда уральский язык (по его мнению) был распространен вблизи Саянского региона, а юкагирский — вблизи Верхней Лены и озера Байкал.
Анте Айкио также считает, что нет чётких лексических доказательств генетической связи между уральскими и юкагирскими языками, и что регулярные звуковые соответствия между двумя праязыками не могут быть установлены. Большинство уральско-юкагирских лексических сравнений, предложенных ранее, кажутся ему случайными сходствами либо заимствованиями, произошедшими в результате контактов между прасамодийцами и праюкагирами. По мнению В. В. Напольских, такая позиция «носит агрессивно-гиперкритический характер и представляет собой типичный пример реакции „традиционного“ лингвиста на макрокомпаративистскую гипотезу».
М. А. Живлов отмечает, что ряд слов обско-угорских языков, которые ранее считались свидетельством уральско-юкагирского родства, из-за нерегулярности фонетических соответствий следует признать заимствованиями из вымершего юкагирского языка в прахантыйский.